# Casal de Sant Pere Pescador
El casal de Sant Pere Pescador és un edifici al nucli de Sant Pere (Alt Empordà) inclòs a l'Inventari del Patrimoni Arquitectònic de Catalunya. El casal fou bastit en l'emplaçament de l'antiga rectoria de Sant Pere (datada del 1681), després que aquesta amenacés ruïna, l'ajuntament va fer una oferta de compra al bisbat de Girona al desembre de 1998 per 8 milions de pessetes, que després de llargues conversacions aquest va acceptar. Les obres de demolició de la rectoria van començar el 5 d'abril de 1999, encara que es va conservar el tram del carrer Girona cantonada amb Verge del Portalet, donat que corresponia a l'antiga muralla que circumscrivia el nucli medieval de Sant Pere. Les obres de l'actual edifici varen començar el novembre del 2000 i se'n va fer càrrec de la direcció el Sr. Gratacós de l'empresa constructora Eurítmia, creada l'any 1963 amb seu a Aiguaviva. Finalment el casal va ser inaugurat el 17 de març de 2002 amb la presència d'Artur Mas, conseller en cap de la Generalitat. Actualment el casal disposa de biblioteca, sala de jubilats, sala d'informàtica, sala d'exposicions i altres sales polivalents a disposició del ciutadà.
L'edifici actual és a l'extrem sud-oest de l'antic recinte fortificat de la vila. Forma cantonada amb els actuals carrers del Forn i Verge del Portalet. És un edifici de planta rectangular, amb la coberta de dos vessants de teula, disposada formant cantonada. Està distribuït en planta baixa i dos pisos. Pràcticament la totalitat de la planta baixa forma part de l'antiga muralla medieval de la vila, tot i que la cantonada i el parament del carrer Verge del Portalet conserven també la primera planta. Ha estat reformada, però conserva trets identificatius de la fortificació, com per exemple una sagetera i una espitllera més petita, situades a la façana sud. Totes les obertures de l'edifici són rectangulars, destacant els finestrals situats a la primera planta. A la façana del carrer del Forn n'hi ha un emmarcat amb carreus de pedra ben desbastats, mentre que a l'altre parament són bastits amb maons. Alguna d'aquestes obertures podria haver format part de l'antiga rectoria de la població, ubicada en el mateix solar. La resta de l'edifici ha estat rehabilitat, amb el parament arrebossat i pintat.